# بيل كاسيدي
بيل كاسيدي (بالإنجليزية: Bill Cassidy)‏ (30 يونيو 1917 بغيتسهيد في المملكة المتحدة - 1962) هو لاعب كرة قدم بريطاني (وحمل سابقاً جنسية المملكة المتحدة لبريطانيا العظمى وأيرلندا) في مركز نصف الجناح. لعب مع نادي غيتزهد.

## وصلات خارجية
- بيل كاسيدي على موقع قاعدة بيانات كرة القدم.إي يو (الإنجليزية)